# Okręty desantowe typu Mistral
Okręty desantowe typu Mistral – typ współczesnych francuskich okrętów desantowych-doków i śmigłowcowców (oficjalnie: PHA, fr. Porte-Hélicoptères Amphibies). Łączy w sobie również cechy okrętów dowodzenia (oficjalnie: BPC, fr. bâtiment de projection et de commandement – okręty projekcji sił i dowodzenia). Dotychczas (stan na 2021) zbudowano pięć jednostek tego typu. Trzy z nich trafiły do francuskiej marynarki wojennej – „Mistral” oraz „Tonnerre”  w 2006 roku, zastępując okręty typu Ouragan, kolejna – „Dixmude” weszła do służby w 2012 roku.
Dwa okręty zamówione w 2010 roku przez Rosję – "Władywostok" i "Sewastopol" zostały zwodowane (odpowiednio w 2013 i w 2014), ale ze względów politycznych ich przekazanie zostało wstrzymane zgodnie z decyzją prezydenta Hollande'a w czasie trwania kryzysu na Ukrainie. W 2015 roku kontrakt zerwano, a jesienią oba okręty sprzedano Egiptowi.

## Eksport

### Zamówienie dla Rosji
W 2010 roku Rosja złożyła zamówienie na cztery okręty tego typu – dwie pierwsze jednostki miały zostać zbudowane we Francji, natomiast kolejne dwie w stoczni Admirałtiejskije Wierfi w Petersburgu. Ostatecznie zamówienie ograniczono do dwóch jednostek, a plany budowy okrętów w rosyjskiej stoczni zarzucono. Zawarta w 2011 roku umowa o wartości 1,6 mld dolarów jest największa w historii sprzedażą broni przez państwo NATO do Rosji. Sprzedaż okrętów do Rosji wywołała protesty ze strony Gruzji, państw nadbałtyckich, USA i innych państw członkowskich NATO. W listopadzie 2012 rosyjska marynarka wojenna ogłosiła, że okręty trafią do Floty Oceanu Spokojnego.
Wodowanie „Władywostoku” nastąpiło 15 października 2013.
W związku z sytuacją we wschodniej części Ukrainy, Stany Zjednoczone i Unia Europejska naciskały na Francję, aby ta zerwała kontrakt. Francuski rząd początkowo ogłosił możliwość wstrzymania dostawy drugiego z okrętów, ostatecznie jednak, w przeddzień szczytu NATO w Walii, dostarczenie pierwszego okrętu również zostało zawieszone. Niezależnie od tej decyzji rosyjscy marynarze rozpoczęli ćwiczenia z okrętem na morzu.
Strona rosyjska otrzymała zaproszenie na 14 listopada 2014 na odbiór pierwszego okrętu (Władywostok), ale zostało ono później anulowane. Dyrektor Generalny DCNS zwolnił dyrektora projektu Yves Destefanisa – osobę odpowiedzialną za przekazanie zaproszenia Rosjanom.
Drugi okręt dla Rosji („Sewastopol”) został zwodowany w nocy z 20 na 21 listopada 2014.
5 sierpnia 2015 ujawniono, że Francja i Rosja porozumiały co do zerwania kontraktu i rekompensaty. Paryż zwróci ponad miliard euro zaliczki i kosztów szkolenia załogi oraz rosyjską broń. W zamian Rosjanie zrzekli się prawa własności do okrętów. Komisja finansowa francuskiego senatu oszacowała, że sprzedaż okrętów do Egiptu zamiast do Rosji przyniesie straty w wysokości 200 do 250 mln euro.

### Zakup przez Egipt
Po zgodzie Rosji na sprzedaż Mistrali do innego kraju Francja prowadziła rozmowy handlowe z Egiptem, Zjednoczonymi Emiratami Arabskimi i Arabią Saudyjską. Ostatecznie 23 września 2015 ujawniono, że Francja i Egipt porozumiały się w sprawie zakupu dwóch Mistrali, które zostały pierwotnie zbudowane dla Rosji. Najprawdopodobniej koszt zakupu to 950 milionów euro (cena zawiera przeszkolenie 400 egipskich marynarzy). Pierwszy okręt został przekazany w czerwcu, a drugi we wrześniu 2016. Jeden z okrętów ma służyć na Morzu Śródziemnym, drugi na Morzu Czerwonym.
Rosja ma dostarczyć Egiptowi helikoptery Ka-52K.

## Funkcje i możliwości
Okręty typu Mistral mogą transportować 450 żołnierzy desantu oraz do 70 wozów bojowych (w tym 13 czołgów Leclerc). W wewnętrznym hangarze o powierzchni 1600 m² mieści się 16 śmigłowców (NH90, SA330 Puma, AS532 Cougar, EC665 Tigre), a liczący 5000 m² pokład pozwala na jednoczesny start lub lądowanie sześciu z nich. W doku okręty mogą przenosić cztery barki desantowe CTM, cztery łodzie desantowe LCU lub dwa poduszkowce transportowe LCAC. Każdy z okrętów posiada także szpital polowy z 69 łóżkami.

### Okręty dla Rosji
Jednostki przeznaczone dla Rosji zostały przygotowanie do operacji na Morzu Arktycznym (są jednocześnie lodołamaczami). Konieczne technologie zostały dostarczone przez samą Rosję. Uzbrojenie oraz systemy łączności i dowodzenia są produkcji rosyjskiej (ze względu na ograniczenia narzucane przez NATO jak i inne standardy obowiązujące w Rosji). Ponadto helikopterowce mają wyższe hangary, aby pomieścić śmigłowce produkowane przez rosyjski koncern Kamowa. Rosyjskie desantowce miały przenosić śmigłowce Ka-29TB i Ka-52K, z których część dostarczono wcześniej do rosyjskiej WMF.

### Mistral 140 i 160
We wrześniu 2014 DCNS zaprezentowała mniejszy model – Mistral 140 – na targach w Republice Południowej Afryce. Wyporność okrętu jest o około 1/3  mniejsza – do 14 000 t. Okręt jest też krótszy – 170 m w porównaniu do 199 m w pierwotnej wersji. Lądowiska dla helikopterów zostały zredukowane z 6 do 5.
W ofercie DCNS znajduje się również wersja 160 o wyporności 16 000 t. Obie mniejsze wersje są oparte na tym układzie, jak pełnowymiarowe Mistrale.

## Okręty
- Marine nationale – Francuska Marynarka Wojenna
  - „Mistral” (L9013)
  - „Tonnerre” (L9014)
  - „Dixmude” (L9015)
- Egipska Marynarka Wojenna
  - „Gamal Abdel Nasser” (1010) (ex-Władywostok)
  - „Anwar Sadat” (1020) (ex-Sewastopol)

## Dalsza literatura
- Maciej Nałęcz, Okręty projekcji siły i dowodzenia typu Mistral, „Morze, Statki i Okręty” nr 11/2009.